# Robo Aleste
Robo Aleste, conocido en Japón como Dennin-Aleste (電忍アレスタ?), es un videojuego de tipo matamarcianos con scroll vertical desarrollado por Compile para Mega-CD. Es la última entrega de la serie Aleste y fue publicado el 27 de noviembre de 1992 en Japón y al año siguiente en América y Europa. La secuela titulado Dennin-Aleste 2 fue planeado para la Mega-CD al inicios de 1993, pero fue cancelado.

## Argumento
La trama del juego se refiere a que el Japón feudal de la era Sengoku recibió un mecha gigante. El jugador toma el control de uno de esos mechas, el Aleste, pilotado por un hombre llamado Kagerou, mientras lucha contra otros señores feudales.
Kagerou (Shadow) es el único miembro sobreviviente del ejército de robots ninja de Oda "Rey Demonio" Nobunaga, el Colmillo Blanco. El Aleste es un mecanismo de vapor mecanizado de 8 metros de altura. Al comienzo del juego, la casa de Nobunaga es arrasada por Kurogane, quien es un jefe frecuente al final del nivel durante todo el juego y el hermano mayor de Kagerou. Nobunaga sobrevive, Kagerou derrota a Kurogane y reanuda su misión de acabar con la alianza anti-Oda.
Kurogane se siente humillado y se niega a creer que su hermano menor, Kagerou, lo derrotó solo con habilidad, por lo que construye un mecha gigantesco para igualar el poder de Aleste. Luego prueba la potencia de fuego de la máquina en un pueblo indefenso, matando a todos los aldeanos inocentes atrapados en el ataque. Kagerou finalmente se entera de esto y lucha contra Kurogane en una batalla a muerte. El Aleste, al final, gana y Kurogane muere.
Kagerou continúa con su misión y después de derrotar a todos los señores de la guerra opuestos, se encuentra cara a cara con Astaroth, el líder de la alianza anti-Oda. Después de derrotar a Astaroth, Kagerou se entera de que ella ha venido de otra dimensión que supuestamente fue destruida por Nobunaga, quien cree que es la figura resucitada de Lucifer. Nobunaga planea dominar el mundo y Kagerou finalmente usa Aleste para detenerlo de una vez por todas, atrapándolo en Honnō-ji.

## Jugabilidad
Robo Aleste sigue el estilo tradicional de disparos de desplazamiento vertical, con el jugador volando hacia adelante y los enemigos viniendo desde el frente, los lados y la parte trasera. Al final de cada nivel hay un jefe, al que el jugador debe derrotar para seguir adelante. Cada jefe es uno de los señores de la guerra enemigos. Como la mayoría de los tiradores de desplazamiento, hay varias armas que se pueden recolectar y encender.
Regresan el disparo principal de kunai y las tres armas secundarias de Musha Aleste, junto con nuevos niveles de potencia para el disparo principal y una nueva arma secundaria. El sistema de naves laterales se ha rediseñado por completo: el jugador siempre está acompañado por dos unidades indestructibles, que también disparan armas secundarias. La capacidad de dar órdenes a las naves laterales ha sido reemplazada por una nueva arma secundaria que golpea en muchas direcciones diferentes. Además, las naves laterales se pueden lanzar a los enemigos.
El Aleste comienza con nada más que el tiro principal y las naves laterales, y volverá a este estado cada vez que el jugador pierda una vida. Para encender el arma principal, el jugador debe recolectar pequeños chips de energía que caen de cierto tipo de barco amigo. A medida que se recolectan más fichas, aumenta la cantidad de cuchillos en un disparo (hasta cuatro) y, finalmente, Aleste puede comenzar a disparar bolas de fuego más fuertes.
- El Bakuryu-housen-ka rojo, o Flor explosiva, libera una gran andanada de bombetas, que explotan al impactar contra el suelo o un enemigo. Útil para limpiar rápidamente toda la pantalla delantera de enemigos, ya que la explosión persiste por un corto tiempo después del impacto. Esta arma regresa de Musha.

- El Hiei-meppu-jin amarillo, o Flying Shadow Formation, hace que las opciones que normalmente vuelan frente a la nave rodeen al Aleste con un escudo protector. Las opciones también atacarán activamente a cualquier enemigo cercano. Es útil cuando las naves enemigas entran desde la parte trasera de la pantalla, y las opciones aún pueden bloquear las balas en este modo. Esta arma regresa de Musha, donde era azul.

- El Raisen-ha azul, o Lightning Flash, dispara un gran rayo azul de electricidad a los enemigos del jugador. Útil para enemigos grandes (como jefes) o cuando muchos enemigos vuelan desde el frente de la pantalla, ya que inflige un gran daño pero con un rango horizontal pobre. Esta arma regresa de Musha, donde era amarilla.

- El Fuusha-shuriken verde, o Windmill Throwing-Knife, dispara grandes shuriken en cuatro u ocho direcciones diferentes, según el nivel de potencia del arma. Las estrellas están ardiendo en niveles más altos. Útil para cuando muchos enemigos se acercan por el frente y los lados. Esta arma es nueva para Dennin y, como se mencionó, reemplaza la capacidad de dar órdenes a las naves laterales.

## Lanzamiento
El juego fue lanzado el 27 de noviembre de 1993 en Japón para el Mega Drive CD. Fue lanzado en Norteamérica y Europa en 1993. Fue relanzado en Sega Genesis Mini 2 en octubre de 2022.